# Rolf Smedvig
Rolf Smedvig (* 23. September 1952 in Seattle, Washington; † 27. April 2015 in West Stockbridge, Massachusetts) war ein US-amerikanischer Musiker. Er war international bekannt als Gründungsmitglied und 1. Trompeter des Blechbläserquintetts Empire Brass.
Bereits mit 13 Jahren spielte er im Seattle Symphony Orchestra; mit 19 war er als Trompeter das jüngste Mitglied des Boston Symphony Orchestra unter der Leitung von Seiji Ozawa, nach 8 Jahren wurde er dort 1. Trompeter. 1981 verließ er das Orchester, um eine Karriere als Solist, Kammermusiker und auch Dirigent zu beginnen. Er hat zahlreiche CDs mit Solokonzerten, Ensembles wie Empire Brass und großen Orchestern in der ganzen Welt aufgenommen.